# 大久保孝治
大久保 孝治（おおくぼ たかじ、1954年（昭和29年）4月11日- ）は、日本の社会学者。早稲田大学文化構想学部教授、2025年定年退任し、早稲田大学名誉教授。専門は、ライフストーリー研究・清水幾太郎研究。ライフコース論、日常生活論、社交論の研究家。

## 来歴
東京都大田区蒲田出身。東京都立小山台高等学校卒業。早稲田大学第一文学部人文専修卒業。早稲田大学大学院文学研究科修士・博士課程（社会学専攻）を経て、早稲田大学助手、放送大学助教授、早稲田大学助教授から、早稲田大学文化構想学部教授、同名誉教授。
以下の大学の非常勤講師を歴任。東洋大学、文教大学、流通経済大学、武蔵大学、聖心女子大学、慶応義塾大学、お茶の水女子大学。

## 研究
専門はライフストーリー研究・清水幾太郎研究。現代社会では、個人のあり方が多元化し、個人と個人の関係は部分的なものになっている。この状況は個人と集団との関係の希薄化やパーソナル･メディアの普及などの進展によって、個人に自由と不安をもたらし、社会に流動性と不均衡をもたらすものである。大久保はこのような個人と社会の「明と暗」の両方に目を向けながら、この時代を生き抜いていくための方法論について考えている。現代人の日常生活の場面をフィールドにして、そこで繰り広げられる人々の相互作用（コミュニケーション）のあり方を観察し、社会学的な概念や理論によって説明している。
大久保はとくに近代社会の変動に伴う「人生の物語（生き方についての社会規範）」の変容に関心を持っている。清水幾太郎研究では、彼は清水幾太郎の戦略的な概念としての庶民の「匿名の思想」に注目する。清水は西洋市民社会で理想化された「個人」に寄ってたつ進歩的文化人を批判するが、その基礎に、「庶民」というものの日常生活思想を置いていたとする。
大久保はこのような庶民の活動としての「社交」にも注目している。主要な著作に、『ライフストーリー分析』『日常生活の社会学』（共に学文社）、『変容する人生』（コロナ社）、『きみたちの今いる場所』（数研出版）、『生活学入門』『ライフコース論』（放送大学教育振興会）などがある。

## 主な著書
- 『ライフコース論』大久保孝治, 嶋崎尚子 編著 放送大学教育振興会 1995.3
- 『生活学入門 : 日常生活の探究』大久保孝治, 嶋崎尚子 編著　放送大学教育振興会　1998.3
- 『きみたちの今いる場所』大久保孝治 著　数研　2000.4
- 『現代家族におけるサポート関係と高齢者介護』石原邦雄, 大久保孝治編　日本家族社会学会全国家族調査 (NFR) 研究会　2001.9
- 『変容する人生 : ライフコースにおける出会いと別れ』大久保孝治 編著　コロナ社　2001.4
- 『コーホート比較による戦後日本の家族変動の研究』熊谷苑子, 大久保孝治編　日本家族社会学会・全国家族調査(NFRJ)委員会　2005.5
- 『日常生活の社会学』大久保孝治 著　学文社　2008.3
- 『ライフストーリー分析 : 質的調査入門』大久保孝治 著　学文社　2009.9
- 『日常生活の探究 : ライフスタイルの社会学』大久保孝治 著　左右社　2013.6
- 『変容する社会と社会学』岩上真珠, 池岡義孝, 大久保孝治 編著　学文社　2017.2

## 主な論文
- 外部リンク（researchmapとCiNii Research大久保孝治）を参照。